# Белянчик, Михаил Николаевич
Михаи́л Никола́евич Беля́нчик (Белянчиков) (1904—1950, Москва) — советский военачальник, генерал-майор (11.07.1945)

## Военная карьера
В мае 1920 года в 15-летнем возрасте ушёл в Красную армию. По одной из версий при этом он (по совету брата) изменил фамилию на Белянчик, а также указал иное место рождения (деревня Деревки Сватовского района Харьковской губернии). Участник Гражданской войны. Получил высшее военное образование, служил в войсках связи. Был членом ВКП(б) с 1928 года.
В годы Великой Отечественной войны служил начальником связи 1-й гвардейской армии. Участник Сталинградской битвы, затем на Четвёртом Украинском фронте. Генерал С. П. Иванов в своих воспоминаниях позитивно оценивал деятельность Белянчика, называя его расторопным и предприимчивым офицером. За время войны полковник Белянчик был двенадцать раз упомянут в благодарственных приказах Верховного Главнокомандующего.
После войны — генерал-майор войск связи, слушатель Высших академических курсов при Военной академии связи имени Будённого.

## Антисталинская деятельность
Арестован 15 мая 1947 года. Обвинён в том, что в декабре 1946 года «в здании академии учинил антисоветскую надпись с террористическим выпадом». В январе 1947 года «в период перевыборной кампании в Верховный Совет РСФСР написал антисоветскую листовку. Проводил антисоветскую агитацию». Приговорён Военной коллегией Верховного суда СССР в августе 1950 года к расстрелу за «контрреволюционную агитацию и пропаганду террора». Расстрелян 26 августа 1950 года. Реабилитирован 8 апреля 1991 года.

## Награды
- орден Ленина (06.11.1945[3])
- два ордена Красного Знамени (03.11.1944[3], 06.03.1945)
- орден Богдана Хмельницкого II степени (23.05.1945)
- орден Отечественной войны II степени (06.03.1943)
- два ордена Красной звезды (03.01.1944, 03.06.1944)
- Медали в том числе:
  - «XX лет Рабоче-Крестьянской Красной Армии» (1938)
  - «За оборону Сталинграда»
  - «За Победу над Германией в Великой Отечественной войне 1941—1945 гг.» (1945)

Приказы (благодарности) Верховного Главнокомандующего в которых отмечен М. Н. Белянчик.
- За овладение областным центром Украины городом Станислав — крупным железнодорожным узлом и важным опорным пунктом обороны немцев в предгорьях Карпат. 27 июля 1944 года. № 152.
- За форсирование реки Стрый и овладение штурмом городом Стрый — крупным железнодорожным узлом и важным опорным пунктом обороны противника в предгорьях Карпат. 5 августа 1944 года. № 162.
- За овладение крупным промышленным центром и областным городом Украины Дрогобыч — важным узлом коммуникаций и опорным пунктом обороны противника, прикрывающим подступы к перевалам через Карпаты. 6 августа 1944 года. № 163.
- За овладение городом Борислав — крупным центром нефтедобывающей промышленности Западной Украины. 7 августа 1944 года. № 165.
- За овладение на территории Чехословакии городами Михальовце и Гуменне — важными узлами коммуникаций и опорными пунктами обороны противника. 26 ноября 1944 года. № 211.
- За овладение на территории Польши городом Новы-Сонч и на территории Чехословакии городами Прешов, Кошице и Бардеёв — важными узлами коммуникаций и опорными пунктами обороны немцев. 20 января 1945 года. № 234.
- За овладение городом Новы-Тарг — важным узком коммуникаций и сильным опорным пунктом обороны противника. 29 января 1945 года. № 264.
- За овладение штурмом городом Бельско — крупным узлом коммуникаций и мощным опорным пунктом обороны немцев на подступах к Моравской Остраве. 12 февраля 1945 года. № 275.
- За овладение штурмом городом Моравска-Острава — крупным промышленным центром и мощным опорным пунктом обороны немцев в Чехословакии. 30 апреля 1945 года. № 353.
- За овладение городами Богумин, Фриштат, Скочув, Чадца и Великая Битча — важными узлами дорог и сильными опорными пунктами обороны немцев в полосе Западных Карпат. 1 мая 1945 года. № 356.
- За овладение городом Цешин — важным узлом дорог и сильным опорным пунктом обороны немцев. 3 мая 1945 года. № 361.
- За овладение городом и крупным железнодорожным узлом Оломоуц — важным опорным пунктом обороны немцев на реке Морава. 8 мая 1945 года. № 365.